# Dasypolia libanotica
Dasypolia libanotica là một loài bướm đêm trong họ Noctuidae.